# Улица Олега Кошевого (Казань)

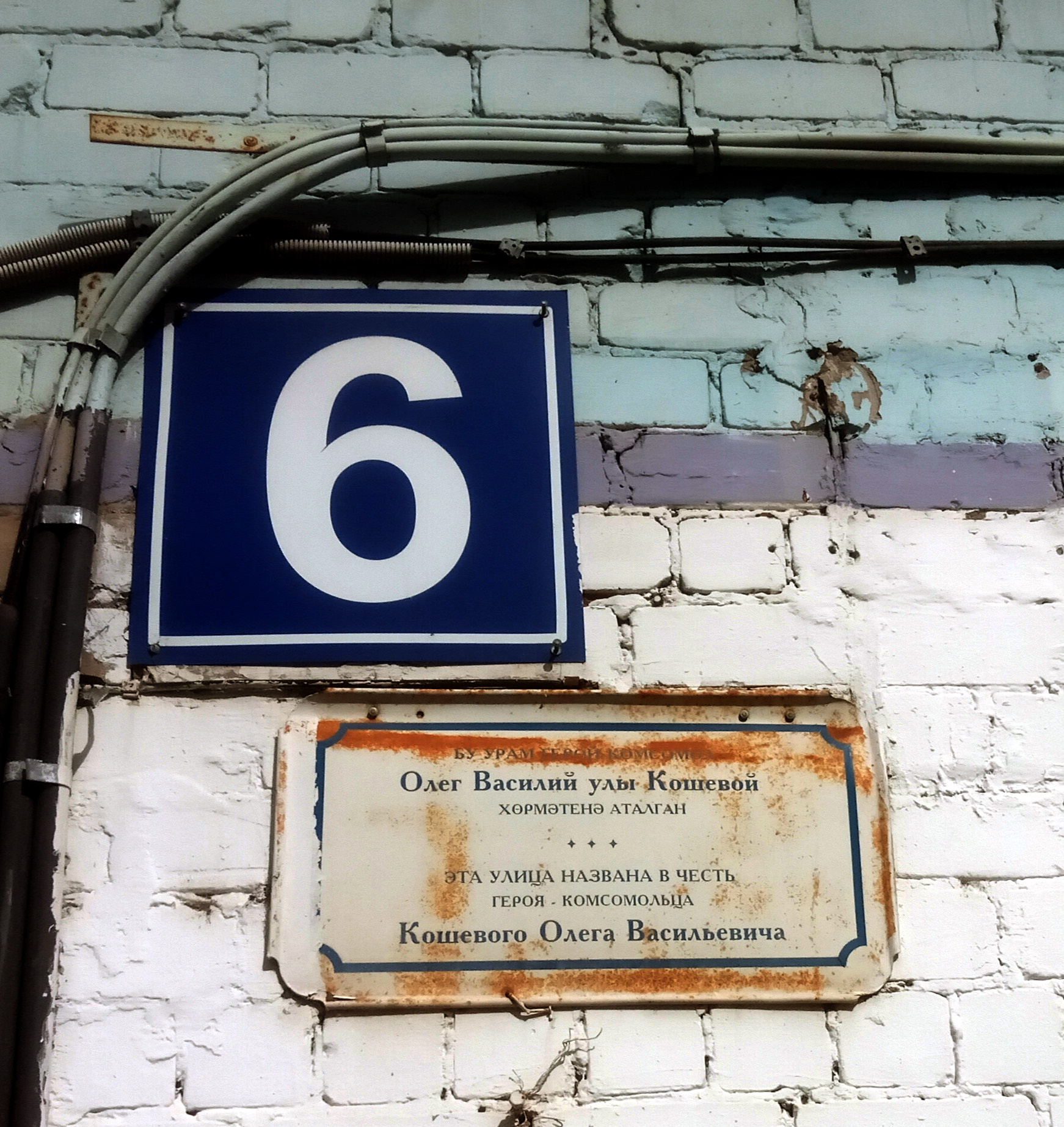
Табличка на улице Кошевого в Казани

Улица Олега Кошевого (тат. Олег Кошевой урамы) — улица в микрорайоне Караваево, Авиастроительном районе Казани. 
Проходит с запада на северо-восток от пересечения с улицей Копылова у площади Соцгорода до пересечения улиц Дементьева и Ижевской у площади Моторостроителей. Пересекается с улицами Копылова, Трамвайной, Лизы Чайкиной, Годовикова, Дементьева и Ижевской.

## История
Улица названа в честь одного из организаторов подпольной антифашистской комсомольской организации «Молодая гвардия», действовавшей в 1942 — 1943 годах в городе Краснодоне, Героя Советского Союза Олега Васильевича Кошевого (1926 — 1943).

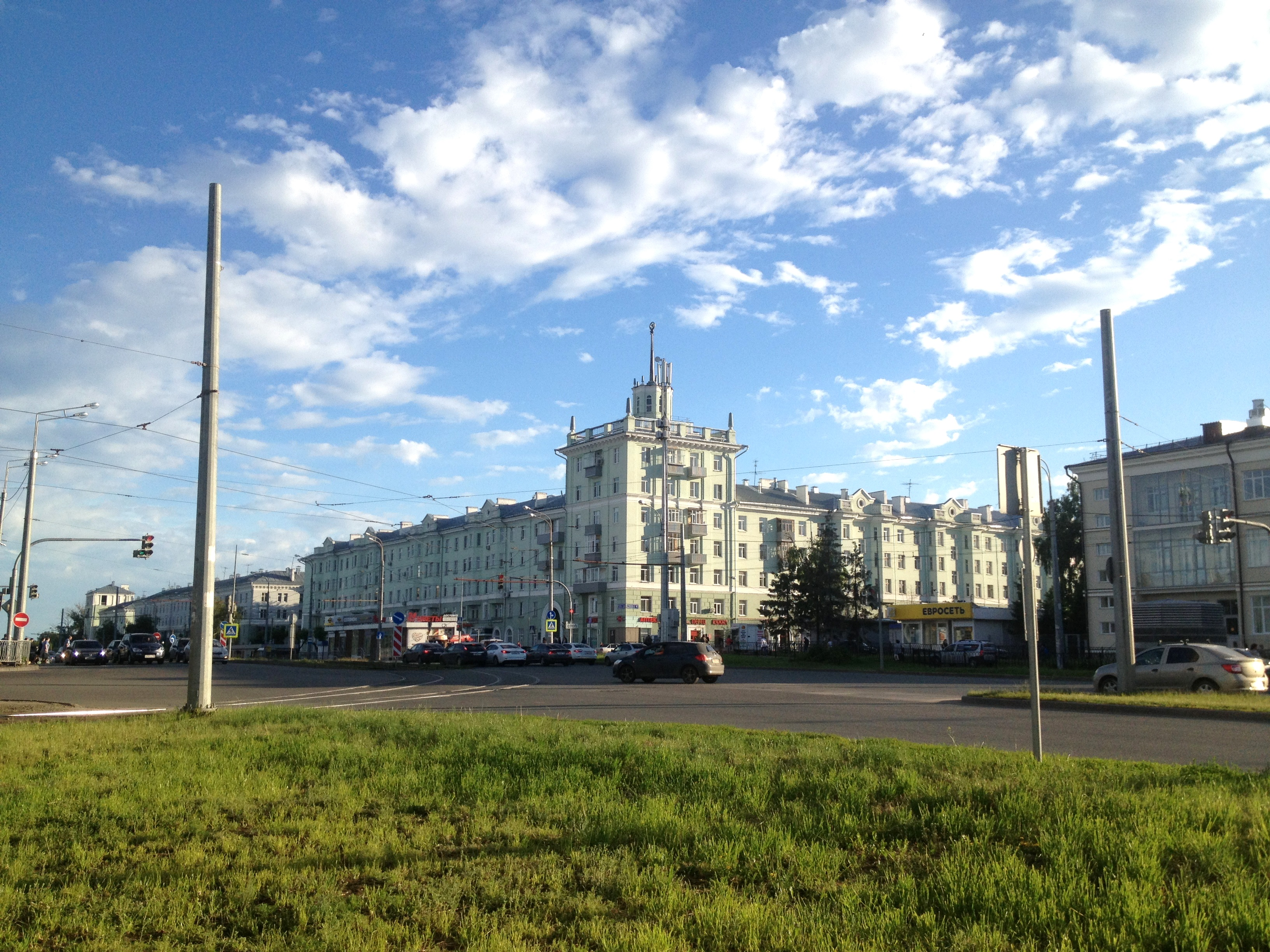
Пересечение улиц Олега Кошевого и Копылова у площади Соцгорода

Между улицами Олега Кошевого, Дементьева и Копылова находится парк «Крылья Советов», основанный в 1939 году. Вдоль улицы проходит его северная граница.

## Современное состояние
Общая протяжённость улицы составляет 930 метров.
На улице Олега Кошевого находятся дома с номерами: 2, 2 а к. 1, 2 б, 4, 4 а, 6, 6 а, 8, 8 а, 9 а, 10, 10 а, 11 кв. 1, 12, 12 а, 13, 13 а, 14, 14 а, 15, 16, 16 а, 18, 18 а, 20, 20/1.

## Объекты

### Межшкольный учебный комбинат
По адресу: улица Олега Кошевого, дом 2 а, располагается МБОУ «Межшкольный учебный комбинат №1 Авиастроительного района г. Казани», открытый 30 августа 1995 года.

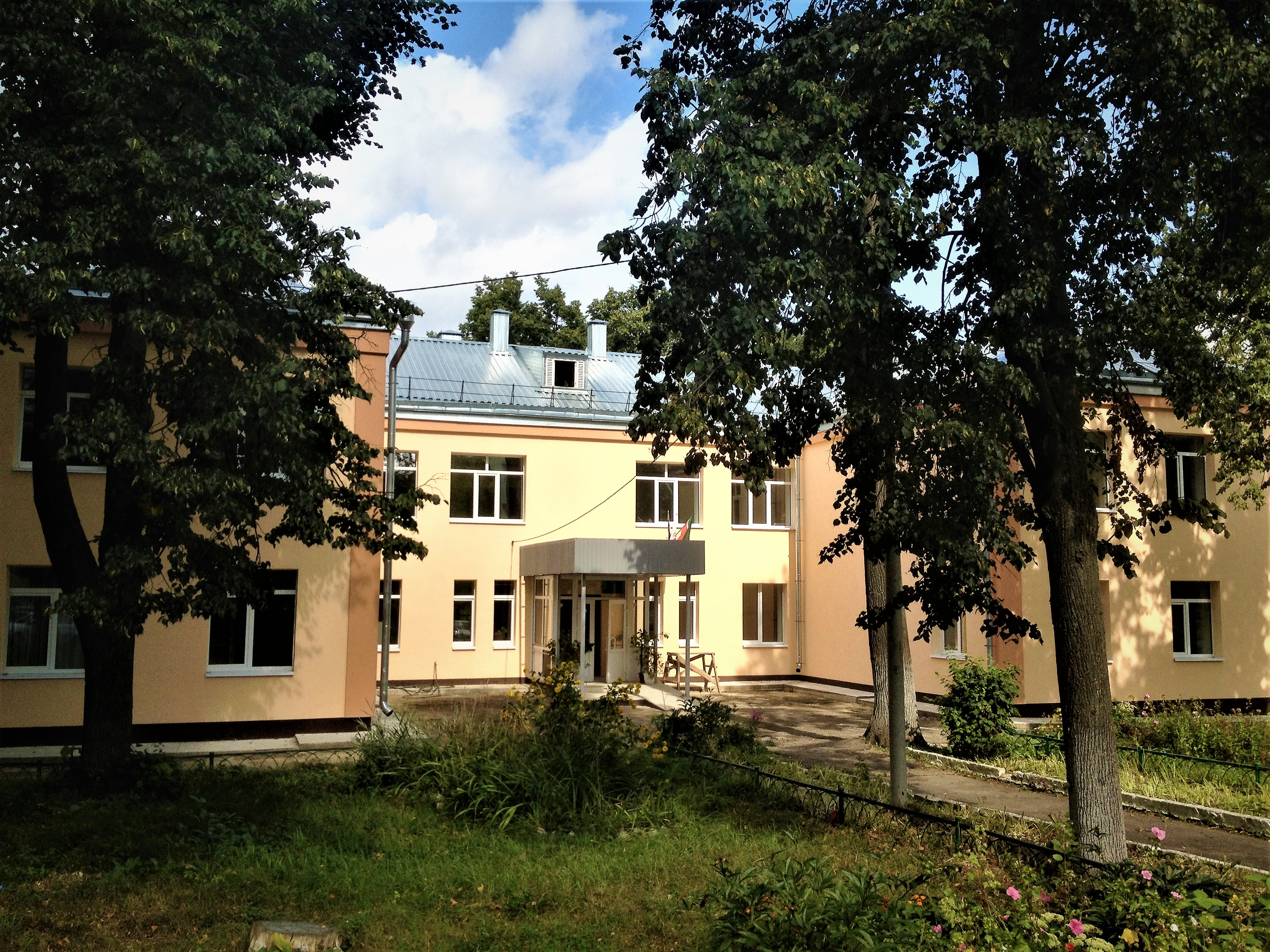
Межшкольный учебный комбинат № 1 Авиастроительного района

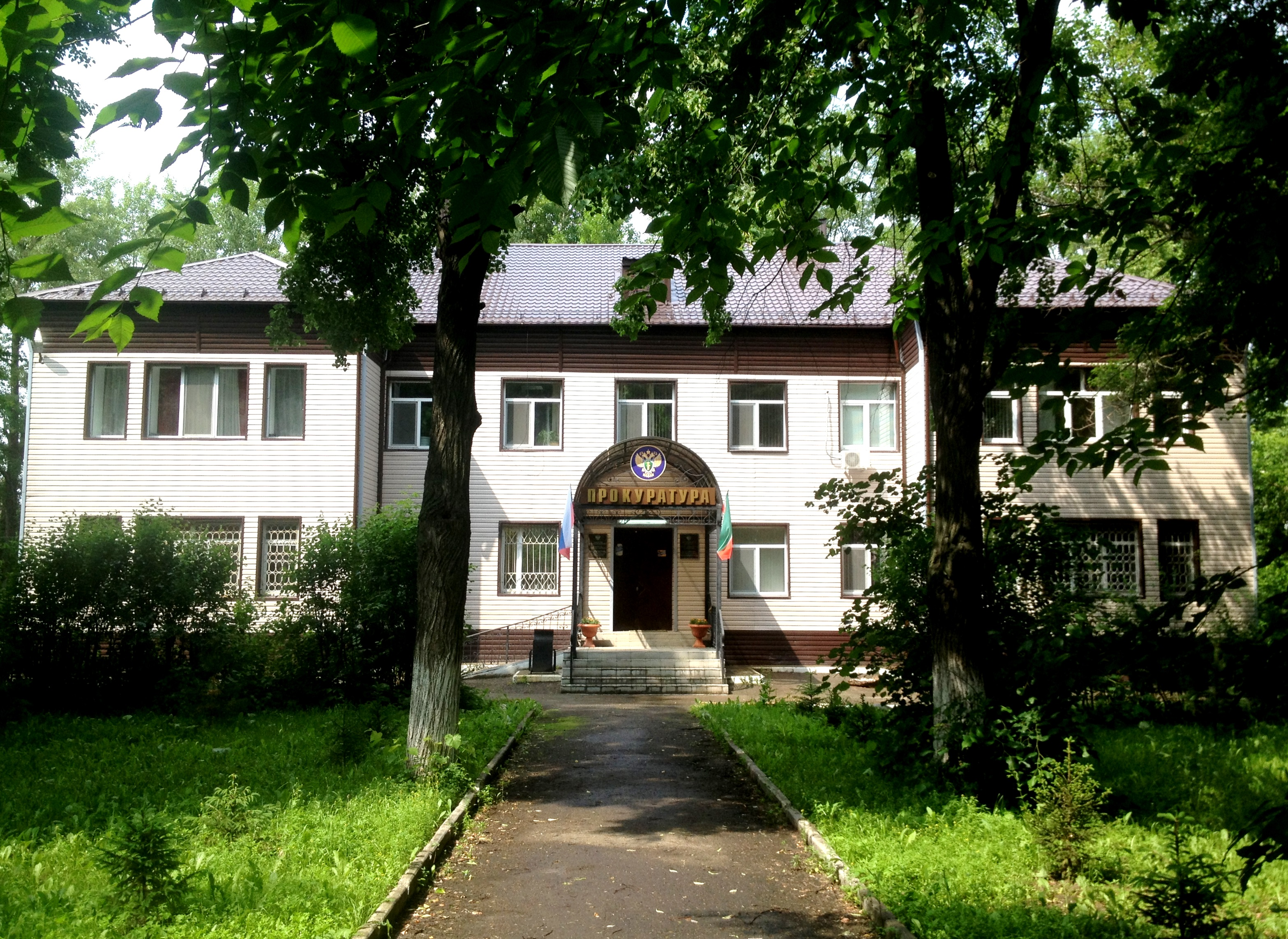
Прокуратура Авиастроительного района

### Прокуратура
По адресу: улица Олега Кошевого, дом 8 а, находится Прокуратура Авиастроительного района Казани.

### Спортивно-оздоровительный комплекс «Триумф»
На улице Олега Кошевого располагается Муниципальное автономное учреждение «Спортивно-оздоровительный комплекс "Триумф"», который занимает два здания: № 17 (ледовая арена) и № 19 (бассейн). В комплексе функционируют спортивные школы (КДЮСШ «Авиатор», ДЮСШ «Зенит», КДЮСШ «Мотор», ДЮСШ «Дельта», ДЮСШ «Смена») и оздоровительные группы.
Спортивно-оздоровительный комплекс «Триумф» был построен на территории, где ранее находились одноэтажные дома, входящие в так называемый «частный сектор».
Комплекс с ледовой ареной введён в эксплуатацию 21 декабря 2009 года, комплекс с игровым залом и плавательным бассейном (а также медицинские и административные блоки) — 5 мая 2010 года.
Спортивно-оздоровительный комплекс «Триумф» являлся одним из объектов XXVII Всемирной летней Универсиады.

### Медицинские учреждения
В жилом доме по адресу: ул. Олега Кошевого, д. 2 б, функционирует филиал «Клиники Латыпова» (стоматология), в д. 6 — филиал клиники «32 жемчужины» (стоматология).

## Фотографии

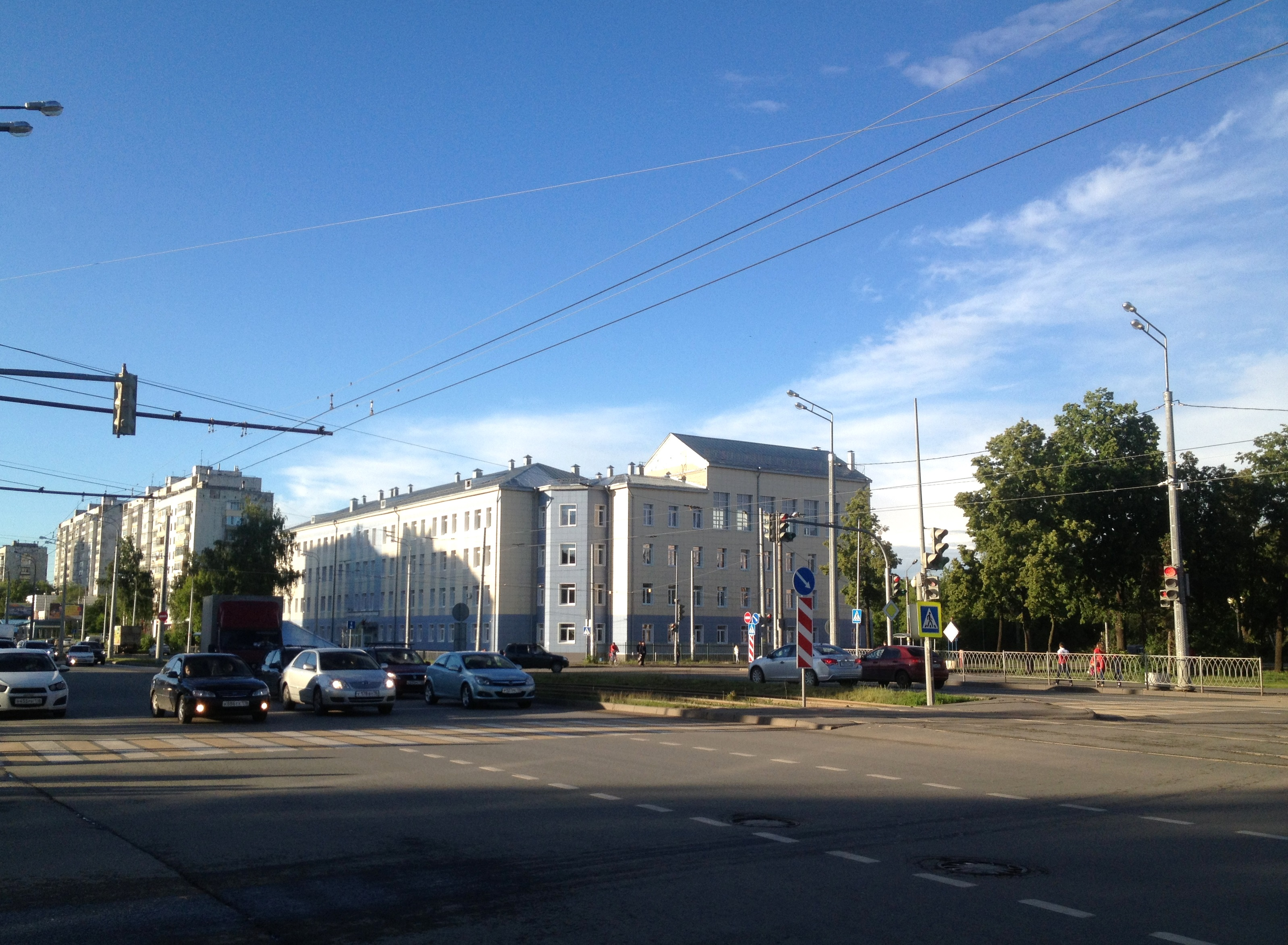
Пересечение ул. Олега Кошевого и ул. Копылова у площади Соцгорода
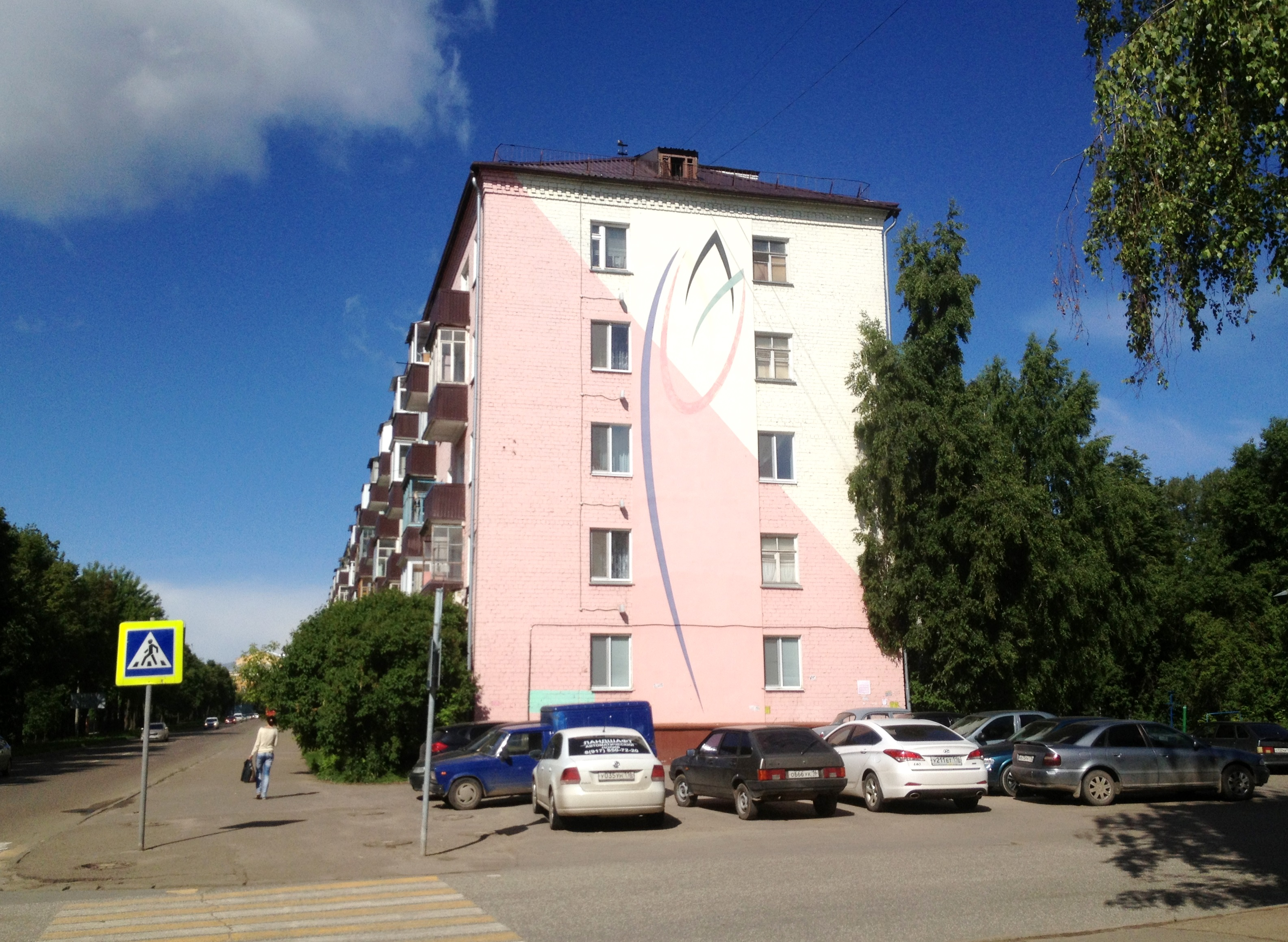
Дом № 10 логотипом XXVII Всемирной летней Универсиады
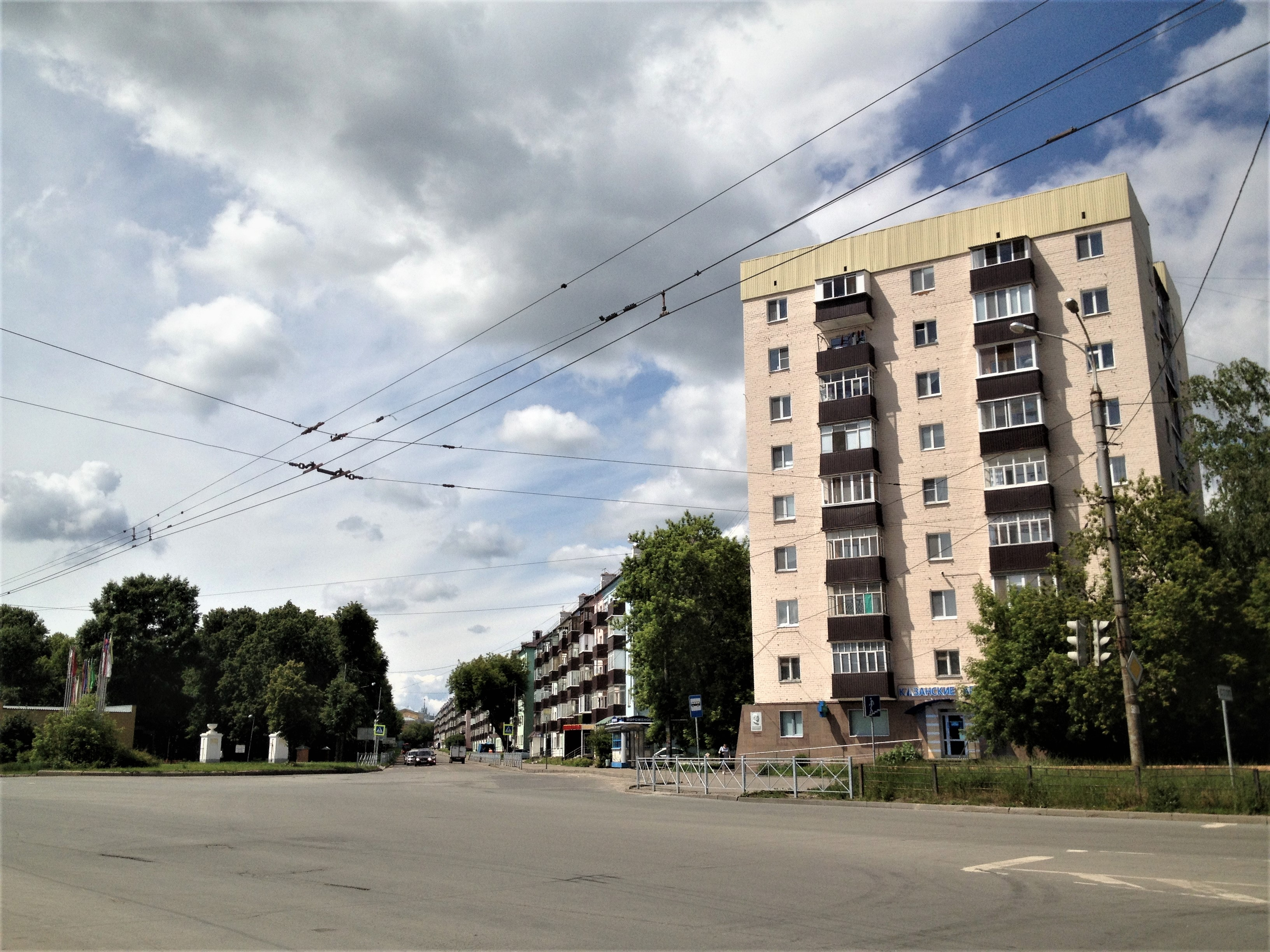
Пересечение ул. Олега Кошевого с ул. Дементьева и ул. Ижевской у площади Моторостроителей
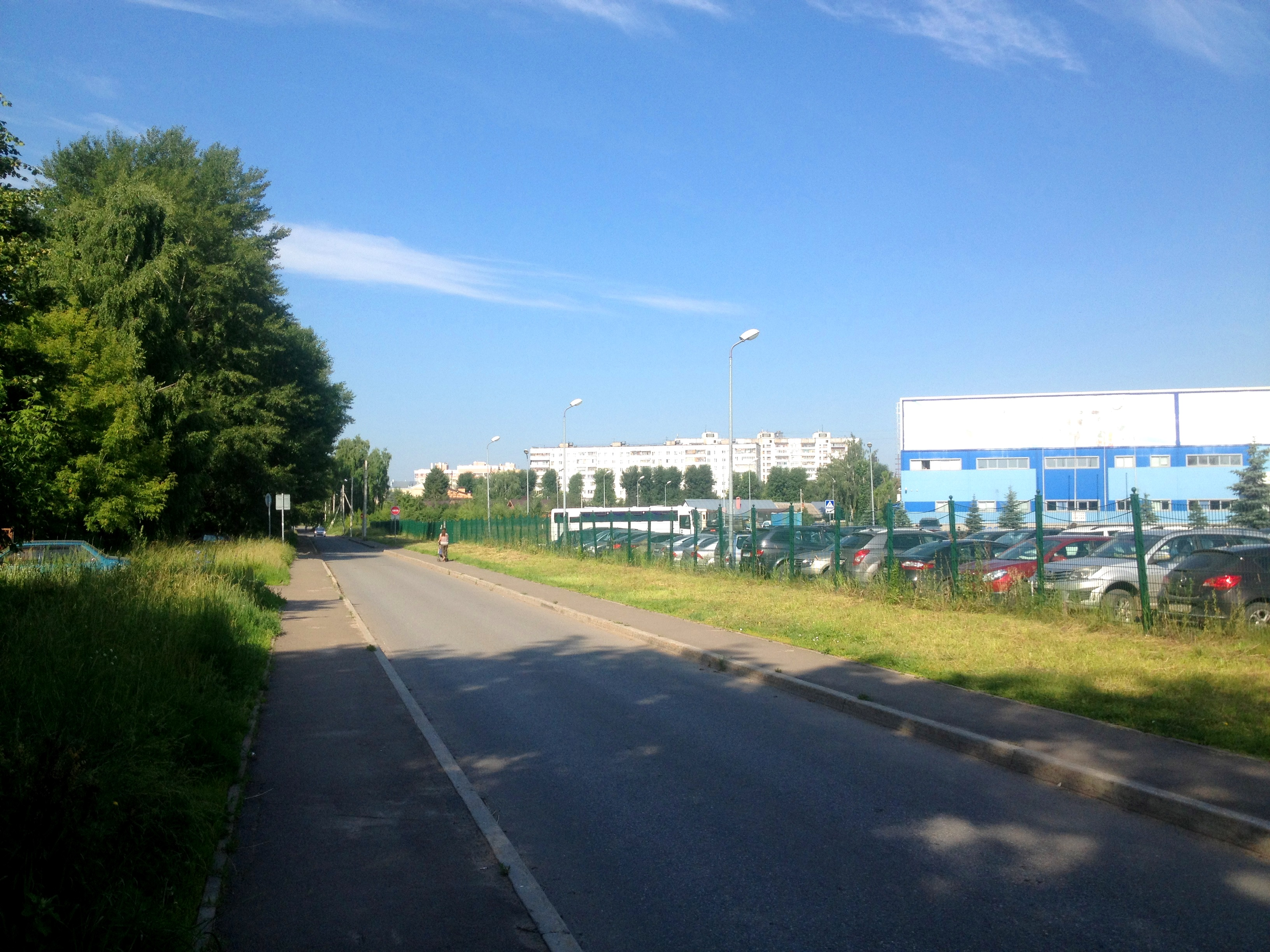
Проезжая часть ул. Олега Кошевого в районе СОК «Триумф»